# Heriaeus
Херієус  (Heriaiaus) – рід павуків сімейства Павуки-краби (Thomisidae). Зустрічається в Євразії та Африці. Понад 30 видів.

Тіло самців жовте або біле з червоними мітками на черевці. Дрібні та середнього розміру павуки, довжина тіла, як правило, від кількох міліметрів до сантиметра (зазвичай у самок від 3 до 6 мм; самці дрібніші, їх довжина близько 3-4 мм). Забарвлення тіла від блідо-білого та блідо-зеленого до жовтувато-коричневого. Черевце округле або овальне. Тіло і ноги вкриті довгими волосками. Перші дві пари ніг розгорнуті передніми поверхнями вгору, помітно довші за ноги третьої і четвертої пар. Павутину не плетуть, жертву ловлять своїми видозміненими передніми ногами     .

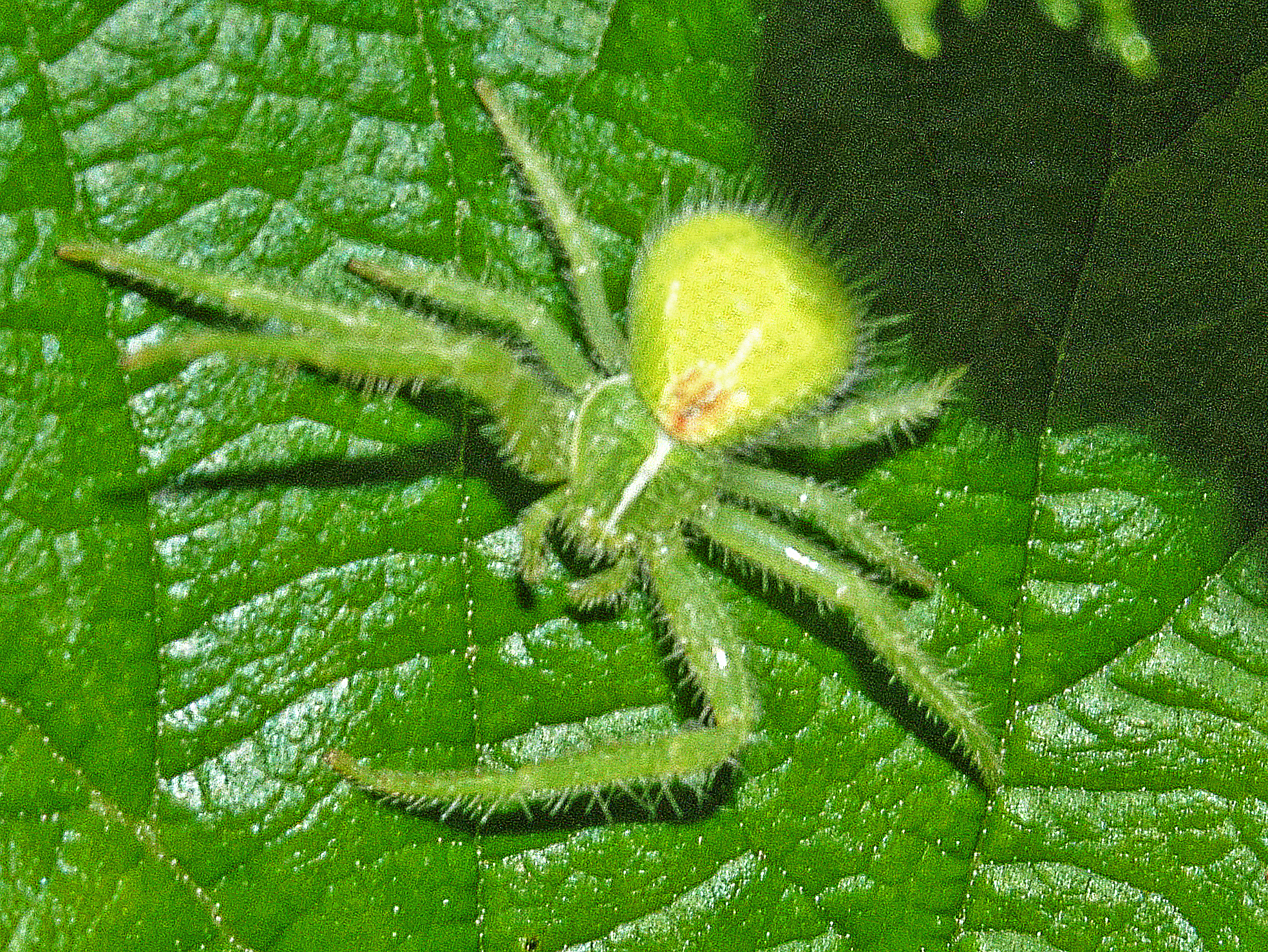
Heriaeus hirtus
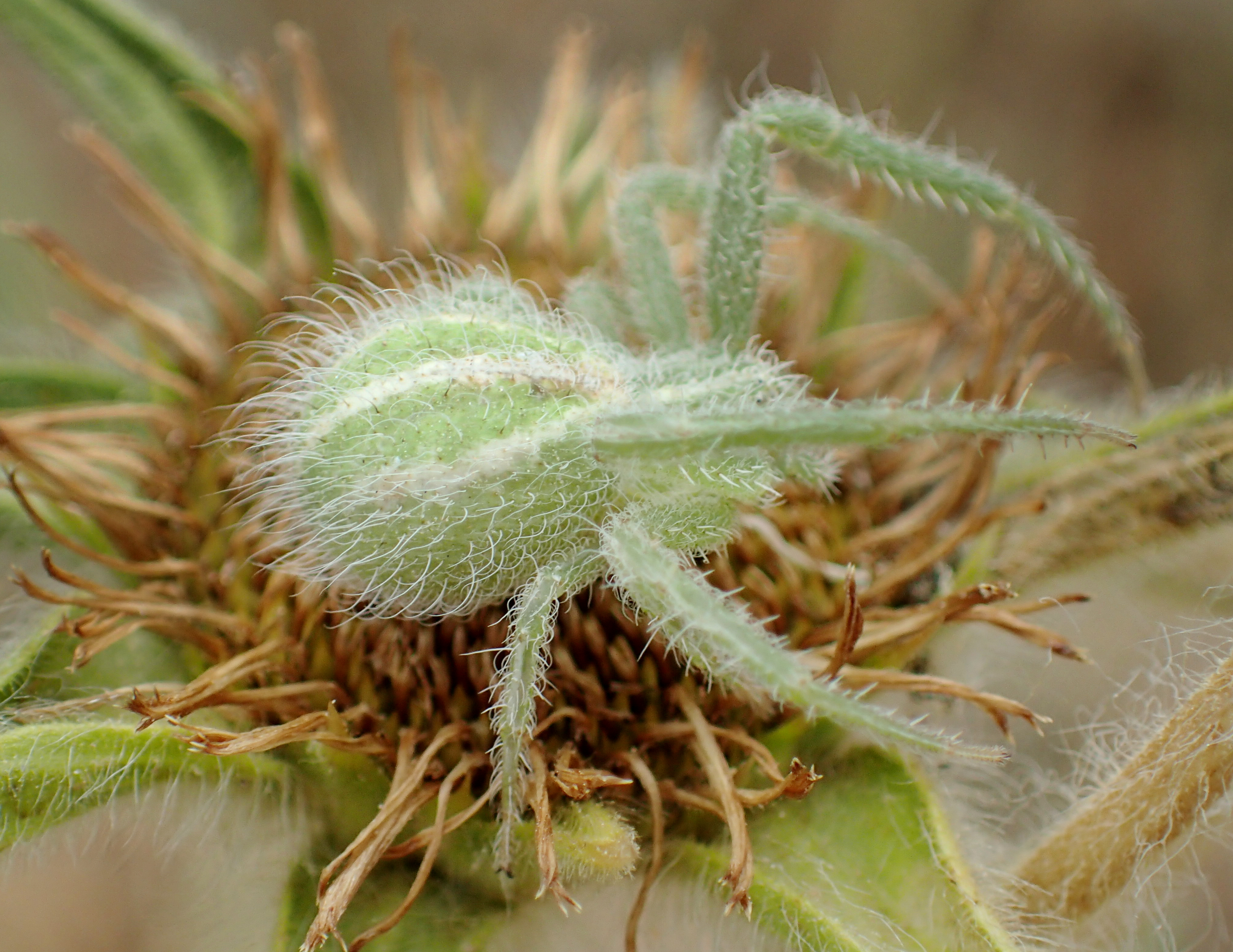
Heriaeus melloteei

## Класифікація
Понад 30 видів   
- Heriaeus algericus Loerbroks, 1983[6]
- Heriaeus allenjonesi van Niekerk & Dippenaar-Schoeman, 2013[2]
- Heriaeus antoni van Niekerk & Dippenaar-Schoeman, 2013[2]
- Heriaeus buffoni (Audouin, 1826)
- Heriaeus buffonopsis Loerbroks, 1983[6]
- Heriaeus capillatus Utochkin, 1985[3]
- Heriaeus charitonovi Utochkin, 1985[3]
- Heriaeus concavus Tang & Li, 2010[7]
- Heriaeus convexus Tang & Li, 2010[7]
- Heriaeus copricola van Niekerk & Dippenaar-Schoeman, 2013
- Heriaeus crassispinus Lawrence, 1942
- Heriaeus delticus Utochkin, 1985[3]
- Heriaeus fedotovi Charitonov, 1946
- Heriaeus foordi van Niekerk & Dippenaar-Schoeman, 2013[2]
- Heriaeus graminicola (Doleschall, 1852)
- Heriaeus hirtus (Latreille, 1819)
- Heriaeus horridus Tyschchenko, 1965[8]
- Heriaeus latifrons Lessert, 1919
- Heriaeus madagascar van Niekerk & Dippenaar-Schoeman, 2013[2]
- Heriaeus maurusius Loerbroks, 1983[6]
- Heriaeus mellotteei Simon, 1886
- Heriaeus muizenberg van Niekerk & Dippenaar-Schoeman, 2013[2]
- Heriaeus numidicus Loerbroks, 1983[6]
- Heriaeus oblongus Simon, 1918
- Heriaeus orientalis Simon, 1918
- Heriaeus peterwebbi van Niekerk & Dippenaar-Schoeman, 2013[2]
- Heriaeus pilosus Nosek, 1905
- Heriaeus setiger (O. Pickard-Cambridge, 1872)
- Heriaeus simoni Kulczyński, 1903
- Heriaeus sossusvlei van Niekerk & Dippenaar-Schoeman, 2013[2]
- Heriaeus spinipalpus Loerbroks, 1983[6]
- Heriaeus transvaalicus Simon, 1895
- Heriaeus xanderi van Niekerk & Dippenaar-Schoeman, 2013[2]
- Heriaeus xinjiangensis Liang, Zhu & Wang, 1991
- Heriaeus zanii van Niekerk & Dippenaar-Schoeman, 2013[2]